# Limfocyty

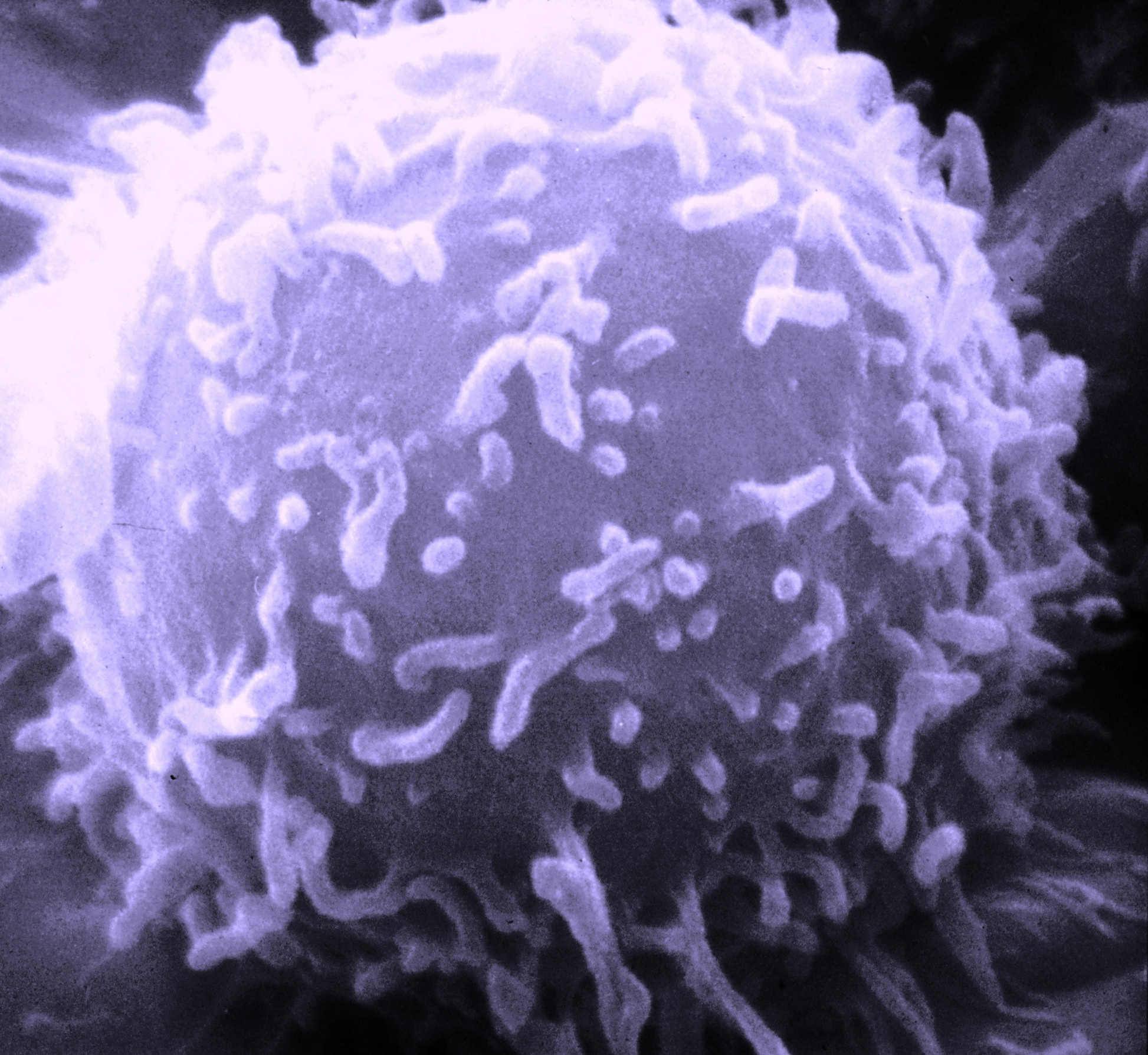
Limfocyt (zdjęcie skaningowym mikroskopem elektronowym)

Limfocyty – komórki układu odpornościowego należące do agranulocytów z grupy leukocytów, uczestniczące i będące podstawą odpowiedzi odpornościowej swoistej. Są to komórki o średnicy 6–15 μm, posiadające duże jądro i skąpą cytoplazmę. Stężenie limfocytów we krwi obwodowej człowieka wynosi 1,1–3,5 × 109 komórek na litr, co stanowi 25–35% populacji leukocytów.
Wszystkie limfocyty oraz komórki NK rozwijają się ze wspólnej progenitorowej komórki limfopoezy, pochodzącej z komórki macierzystej hemopoezy. Większość limfocytów T dojrzewa w grasicy, natomiast limfocyty B powstają w czerwonym szpiku kostnym i nigdy nie przechodzą przez grasicę.

## Podział i podstawowe funkcje
Ze względu na funkcję limfocyty dzieli się na:
- limfocyty B – są odpowiedzialne za rozpoznanie antygenu i wytwarzanie przeciwciał
  - limfocyty B1 – 20% limfocytów B we krwi obwodowej, dominują w okresie płodowym, wytwarzają autoprzeciwciała oraz mają czynny udział w usuwaniu pozostałości po apoptozie
  - limfocyty B2 – zasadnicza, dominująca subpopulacja
- limfocyty T – są odpowiedzialne za odpowiedź odpornościową komórkową
  - limfocyty Tc – są odpowiedzialne za zabijanie komórek docelowych
  - limfocyty Th – wspomagają odpowiedź immunologiczną, wydzielają cytokiny
  - limfocyty Treg – hamują odpowiedź immunologiczną, wydzielają cytokiny
  - limfocyty Tγδ – uczestniczą w odpowiedzi przeciwzakaźnej i przeciwnowotworowej, min. rozpoznają białka szoku cieplnego
  - limfocyty NKT – komórki posiadające cechy zarówno limfocytów T, jak i komórek NK.

Dawniej do populacji limfocytów zaliczano również komórki NK, które jednak, mimo że posiadają morfologię i sposób uśmiercania komórek podobny do limfocytów T, nie potrafią swoiście rozpoznawać antygenów.

## Morfologia

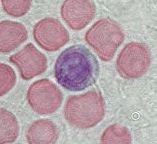
Limfocyt znajdujący się wśród erytrocytów (zdjęcie mikroskopowe)

Limfocyt jest okrągłą komórką o średnicy 6–15 μm posiadającą jedno okrągłe lub owalne jądro wypełniające większość komórki oraz małą ilość cytoplazmy, w której znajdują się: mitochondria, lizosomy, siateczka śródplazmatyczna szorstka oraz aparat Golgiego. Na typowym rozmazie krwi barwionym barwnikiem Wrighta limfocyty mają ciemnoniebieskie jądro i jasnoniebieską cytoplazmę.
Ogólna liczba limfocytów w organizmie człowieka wynosi 1 × 1012, z czego 50% znajduje się w narządach limfatycznych. Pozostałe limfocyty to limfocyty krążące, które występują we krwi, nabłonkach i tkance łącznej narządów w pobliżu miejsc występowania antygenów (na przykład w okolicy światła jelita).
Mimo że cechy morfologiczne komórek nie pokrywają się z ich właściwościami funkcjonalnymi, stosując kryterium wielkości, wyróżnia się:
- limfocyty małe, o średnicy 6–8 μm, zawierające duże jądro i mało cytoplazmy i występujące przede wszystkim we krwi i węzłach chłonnych
- limfocyty średnie, o średnicy 10–11 μm, stadium pośrednie między limfocytami małymi i dużymi
- duże ziarniste limfocyty (LGL, od ang. large granular lymphocyte), o średnicy 12–15 μm, posiadające niski stosunek objętości jądra do objętości cytoplazmy. Komórki te zawierają ziarna azurofilne. Z punktu widzenia morfologii do grupy tej zaliczamy również komórki NK, ale funkcjonalnie nie są one limfocytami, gdyż nie mają zdolności swoistego rozpoznawania antygenów.

## Identyfikacja
Limfocyty można identyfikować na podstawie ekspresji cząsteczek różnicujących (CD, od ang. cluster of differentiation) wykorzystując do tego celu przeciwciała monoklonalne. Należy jednak pamiętać, że subpopulacje limfocytów należy różnicować i klasyfikować ze względu na ich funkcję, a nie na podstawie cząsteczek różnicujących, ponieważ występują odstępstwa od reguły. Istnieją na przykład limfocyty Tc CD4+ i limfocyty Th CD8+. Jednak dla podstawowej identyfikacji oznaczenie ekspresji cząsteczek różnicujących jest w zupełności wystarczające. Ponadto do różnicowania limfocytów T i limfocytów B metodą klasyczną wykorzystuje się test rozetkowy (CD2).
Do podstawowej identyfikacji limfocytów wykorzystywane są następujące cząsteczki:
- limfocyty T – receptor limfocytu T, CD2 (cząsteczki wykorzystywane w teście rozetkowym), CD3, MHC klasy I
  - limfocyty Th – CD4
  - limfocyty Tc – CD8
  - pobudzone limfocyty T – MHC klasy II, CD25
- limfocyty B – receptor limfocytu B, CD19, CD20, CD21, MHC klasy II
- komórki NK – CD16, CD56.

## Zaburzenia liczby limfocytów
Do podstawowych zaburzeń liczby limfocytów we krwi obwodowej człowieka zaliczamy limfocytozę przebiegającą ze zwiększeniem liczby limfocytów, która jest objawem trwających w organizmie procesów zapalnych oraz limfopenię przebiegającą ze zmniejszeniem liczby limfocytów.